# Software gerenciador de referências
Software gerenciador de referências é um software para acadêmicos e escritores usarem na gravação e utilização de citações (referências) bibliográficas. Uma vez que a referência foi gravada, esta pode ser utilizada a qualquer momento na geração de bibliografias como listas de referências em livros, artigos e trabalhos. O desenvolvimento de softwares para o gerenciamento de referências se deu pela rápida expansão da literatura científica.
Estes softwares consistem normalmente de bases de dados nas quais podem ser inseridas referências juntamente com um sistema para geração de listas nos mais variados formatos solicitados por editoras, eventos acadêmicos e etc. Os mais modernos geralmente tem integração com processadores de texto formando automaticamente a lista de referências no formato apropriado enquanto o artigo está sendo escrito, reduzindo assim o risco de esquecer alguma referência. Estes softwares facilitam também a importação dos detalhes de uma publicação a partir de bases de dados bibliográficas.
Os Softwares Gerenciadores de Referência não tem a mesma função de bases de dados bibliográficas, as quais buscam listar todos os artigos publicados em um determinado assunto ou grupo de assuntos. Exemplos destas bases de dados bibliográficas são o Medline (mantido pela Ovid Technologies), o ISI Web of Knowledge (do Institute for Scientific Information) e o SciELO (de acesso gratuito tem cooperação de Bireme, CNPq, FAPESP e FapUnifesp).